# Macroetra cera
Macroetra cera är en tvåvingeart som beskrevs av Jason Gilbert Hayden Londt 1994. Macroetra cera ingår i släktet Macroetra och familjen rovflugor.
Artens utbredningsområde är Namibia. Inga underarter finns listade i Catalogue of Life.